# Comuna Malașivți, Hmelnîțkîi
Malașivți (în ucraineană Малашівці) este o comună în raionul Hmelnîțkîi, regiunea Hmelnîțkîi, Ucraina, formată din satele Malașivți (reședința) și Volîțea.

## Demografie
Componența lingvistică a comunei Malașivți
     Ucraineană (97,04%)
     Rusă (2,68%)
     Alte limbi (0,2%)
Conform recensământului din 2001, majoritatea populației comunei Malașivți era vorbitoare de ucraineană (97,04%), existând în minoritate și vorbitori de rusă (2,68%).